# 花園村 (石川県)
花園村（はなぞのむら）は、石川県河北郡に存在した村。

## 地理
- 現在の金沢市の北部に位置し、西は河北潟に望む田畑が広がる平野、東は富山県境にかかる砺波丘陵の山間部。才田には森下川の河口がある。
- 本村成立当時は花卉栽培が全国的に出荷されるほど盛んに行われており、これがそのまま村名の由来ともなった。
- 北陸本線が通っているが、本村内に駅は無かった。森本駅と津幡駅の中間辺りに相当する。
- 山：内山峠

## 歴史
- 1889年（明治22年）4月1日 - 町村制の施行により、今町村、月影村、二日市村、八幡村、岸川村、利屋町（とぎやまち）村の区域をもって、花園村が発足する。当初村役場は二日市に設置。
- 1898年（明治31年）11月1日 北陸本線の金沢駅〜高岡駅間が開業し、村内を通過。駅は設置されず。
- 1907年（明治40年）8月10日 - 花園村、崎田村及び田近村が合併して、改めて花園村が発足する。村役場を今町となる。
- 1954年（昭和29年）6月1日 - 森本村、三谷村、花園村、大場村及び八田村が合併して、森本町が発足する。その際大字浅野深谷は大字浅野、大字滝下松根は大字滝下に名称を変更する。後の26大字は森本町の大字に継承。